# منكاو حور كايو
منكاو حور كايو (بالإنجليزية: Menkauhor Kaiu)‏ الملك السابع من فراعنة الأسرة الخامسة خلال عصر الدولة القديمة، خلفًا للملك نيوسير إيني وتبعه الملك جد كا رع، واسمه الملكي «منكاو حور» يعني «خالدة هي أرواح حورس». اكتشف له هرمين؛ الهرم الأول الموجود في منطقة سقارة والآخر الموجود في منطقة أبو صير.

## وصلات خارجية
- Menkauhor Pyramid Found (أنجليزية) (بي بي سي)